# Neoptólemo

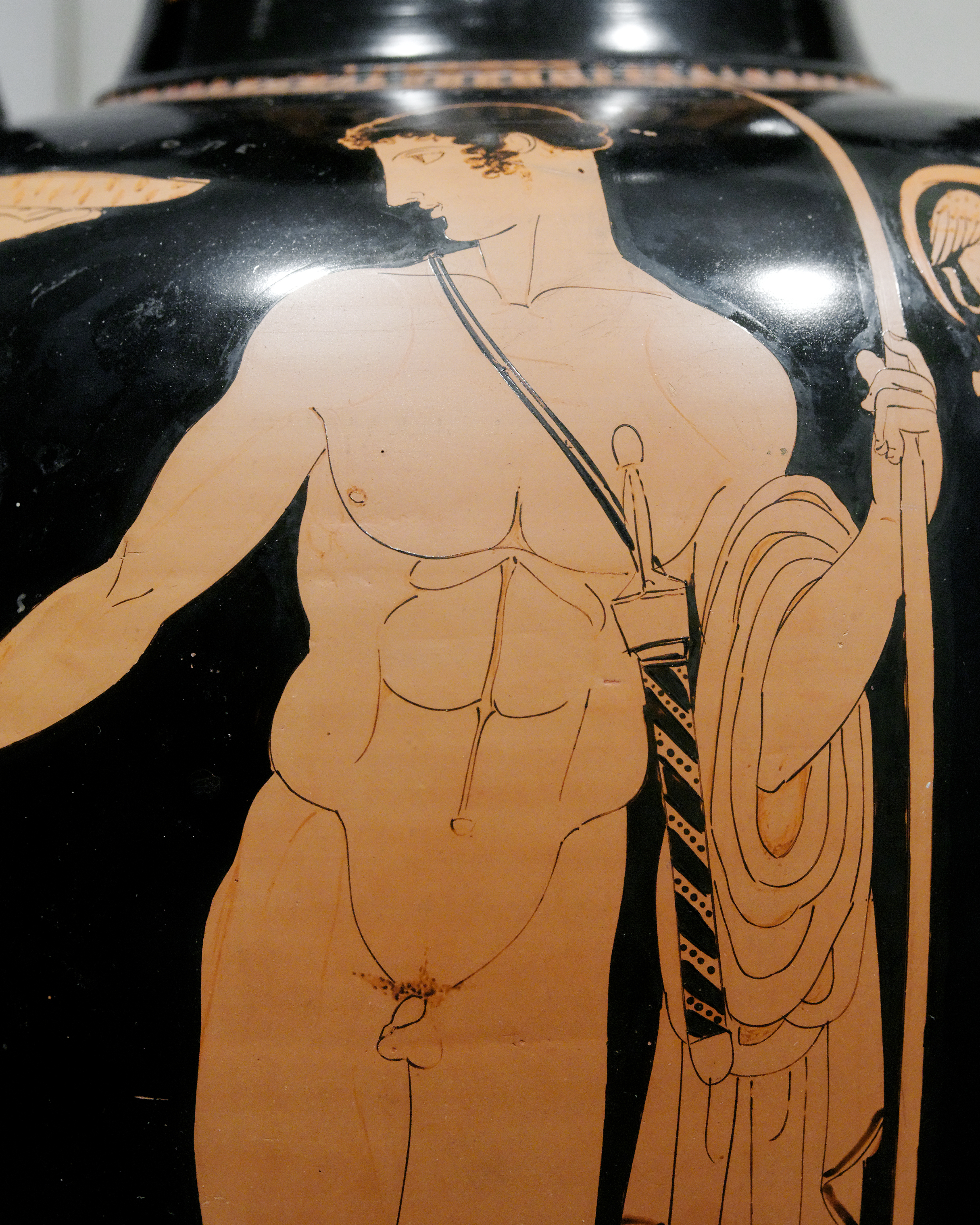
Neoptólemo (ánfora, circa 440 a. C.)

En la mitología griega, Neoptólemo (en griego antiguo: Νεοπτόλεμος, Neoptólemos, ‘joven guerrero’), hasta los doce años de edad llamado Pirro (en griego antiguo: Πύῤῥος, Pýrrhos, ‘rojo, rubio’) era el hijo del guerrero Aquiles y de la princesa Deidamía, hija del rey Licomedes de Esciro.

## Infancia
Pasó su infancia en la ciudad de Esciro, ubicada en una de las islas Espóradas, cerca de Eubea, junto a su madre y sus abuelos, e inspirado por las hazañas que se narraban acerca de su padre en la guerra de Troya se entrenó hasta convertirse en un hábil guerrero mirmidón a muy temprana edad. Durante todo ese tiempo fue conocido por el nombre de Pirro.

## Intervención en la guerra de Troya
Cuando tenía unos doce años se produjo la muerte de su padre Aquiles. Entonces los héroes Odiseo y Diomedes lo llevaron hasta Troya durante los últimos días de la guerra, puesto que el adivino Héleno había augurado que los griegos jamás conseguirían tomar la ciudad sin la presencia del hijo de Aquiles entre sus filas.

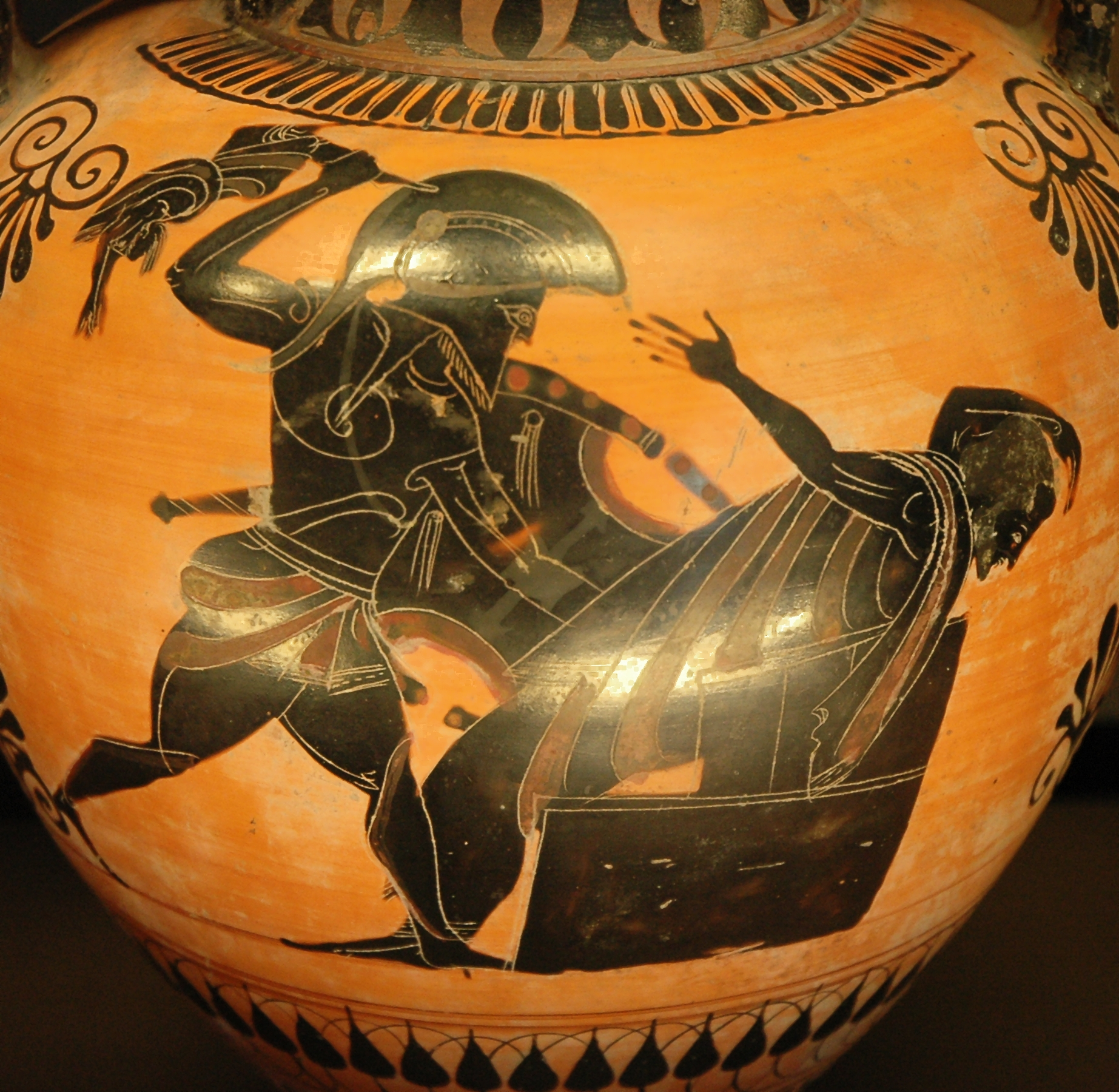
Neoptólemo mata a Príamo

Una vez allí, recibió las armas de su padre de manos de Odiseo, tomó el mando de los mirmidones en la batalla y no tardó en ganarse la admiración de todos al matar a Eurípilo, hijo de Télefo y príncipe de Asia Menor que había llegado en ayuda de los troyanos y avanzaba de forma implacable hacia el campamento griego. Fue solo tras un feroz enfrentamiento cuerpo a cuerpo entre ambos cuando Pirro consiguió derrotarle, e, impresionados por la hazaña y la gran valentía que había demostrado a pesar de su corta edad, los aqueos comenzaron a llamarle por el nombre que conservaría hasta su muerte: Neoptólemo, «el joven guerrero».
Otra profecía sonsacada a Héleno había anunciado que se requería del invencible arco y las flechas de Heracles para vencer en la guerra. Estos estaban en posesión de Filoctetes. Antes de la guerra, Filoctetes había sido abandonado en la desierta isla de Lemnos a causa de haber sido mordido en el tobillo por una serpiente, despidiendo la herida un hedor rancio, sin cura y tan intenso que nadie era capaz de soportar. Serían Odiseo (quien inicialmente había tenido la idea de abandonarlo en la isla) junto con Neoptólemo quienes, tras arduos esfuerzos y gracias a la intervención del espíritu de Heracles, lograrían convencer al arquero de olvidar su rencor contra los griegos y seguirles a Troya.
El hijo de Aquiles culminó sus hazañas al ser uno de los guerreros que entraron en Troya escondidos dentro del famoso caballo de madera, abriéndose luego camino hasta el palacio real donde acabó con la vida del rey Príamo.
En reconocimiento a su valor, además de muchos tesoros le fue entregada la propia Andrómaca, quien antaño había sido la mujer de Héctor, así como Héleno, ambos en calidad de esclavos.

## Regreso a Grecia y muerte
Neoptólemo no regresó a Esciro, sino que viajó al país de los molosos, a quienes venció y reinó sobre ellos durante un tiempo. Allí tuvo un hijo con Andrómaca o, según otras versiones, tres, cuyos nombres eran Moloso, Píelo y Pérgamo. Más tarde, cuando su abuelo Peleo fue expulsado de Ftía por Acasto y sus hijos, mató a los hijos de Acasto y tras permitir marcharse a Acasto, obtuvo el reino de su abuelo. Algunos dicen que Neoptólemo se casó con Lanasa, hija de Cleodeo, y tuvo varios hijos, uno de los cuales se llamó Pirro.
Pronto se casó con Hermíone, hija de Menelao y de Helena, reyes de Esparta. Hermíone en un principio había sido prometida a Orestes, hijo de Agamenón, o incluso algunos mitógrafos señalan que ya se había casado con él, pero cuando su hermana Electra le escondió de Egisto y Clitemnestra, usurpadores del trono, muchos lo creyeron muerto. Entre ellos estaba su tío Menelao, quien por esa razón casó a Hermíone con Neoptólemo, sin llegar Orestes a saberlo. Como Neoptólemo no conseguía tener hijos con Hermíone, se dirigió preocupado al oráculo de Delfos para pedir consejo. En ese lugar se encontró con Orestes, quien al saber que había desposado a Hermíone, se sintió ultrajado y lo asesinó. Otra versión indica que Neoptólemo prendió fuego al templo de Apolo en Delfos tras saquearlo, motivo por el que un tal Maquereo de Fócide lo mató.
Los huesos de Neoptólemo fueron esparcidos por Ambracia, en el Epiro. En otra versión, Neoptólemo fue enterrado dentro del recinto sacro, y cada ocho años se celebraron festivales en su honor.
Varios reyes de Epiro se han nombrado Pirro o Neoptólemo, posteriormente, entre ellos Pirro de Epiro, en honor al hijo de Aquiles, ancestro legendario del que decían proceder.